# Spoorlijn Bern - Thun
De spoorlijn Bern - Thun is een Zwitserse spoorlijn tussen Bern en Thun gelegen in kanton Bern.

## Geschiedenis
Het traject werd door de Schweizerische Centralbahn (SCB) geopend.

## Aansluitingen
In de volgende plaatsen is of was er een aansluiting van de volgende spoorlijnen:

### Bern
- Mittellandlinie, spoorlijn tussen Olten en Lausanne
- Bern - Neuchâtel, spoorlijn tussen Bern en Neuchâtel
- Thun - Bern, spoorlijn tussen Thun en Bern (via Belp)
- Bern - Schwarzenburg, spoorlijn tussen Bern en Schwarzenburg
- Bern - Luzern, spoorlijn tussen Bern en Luzern
- Solothurn - Bern, spoorlijn tussen Solothurn en Bern
- Zollikofen - Bern, spoorlijn tussen Zollikofen - Bern
- Worb - Bern, spoorlijn tussen Worb - Bern

### Thun
- Thun - Bern, spoorlijn tussen Thun en Bern (via Belp)
- Thun - Burgdorf, spoorlijn tussen Thun en Burgdorf
- Thun - Interlaken, spoorlijn tussen Thun en Interlaken

## Treindiensten
Het interlokaal personenvervoer wordt op dit traject uitgevoerd door Schweizerische Bundesbahnen (SBB).

### S-Bahn Bern
Het personenvervoer van de S-Bahn Bern wordt uitgevoerd door de BLS AG.

## Elektrische tractie
Het traject werd geëlektrificeerd met een spanning van 15.000 volt 16 2/3 Hz wisselstroom.

## Afbeeldingen

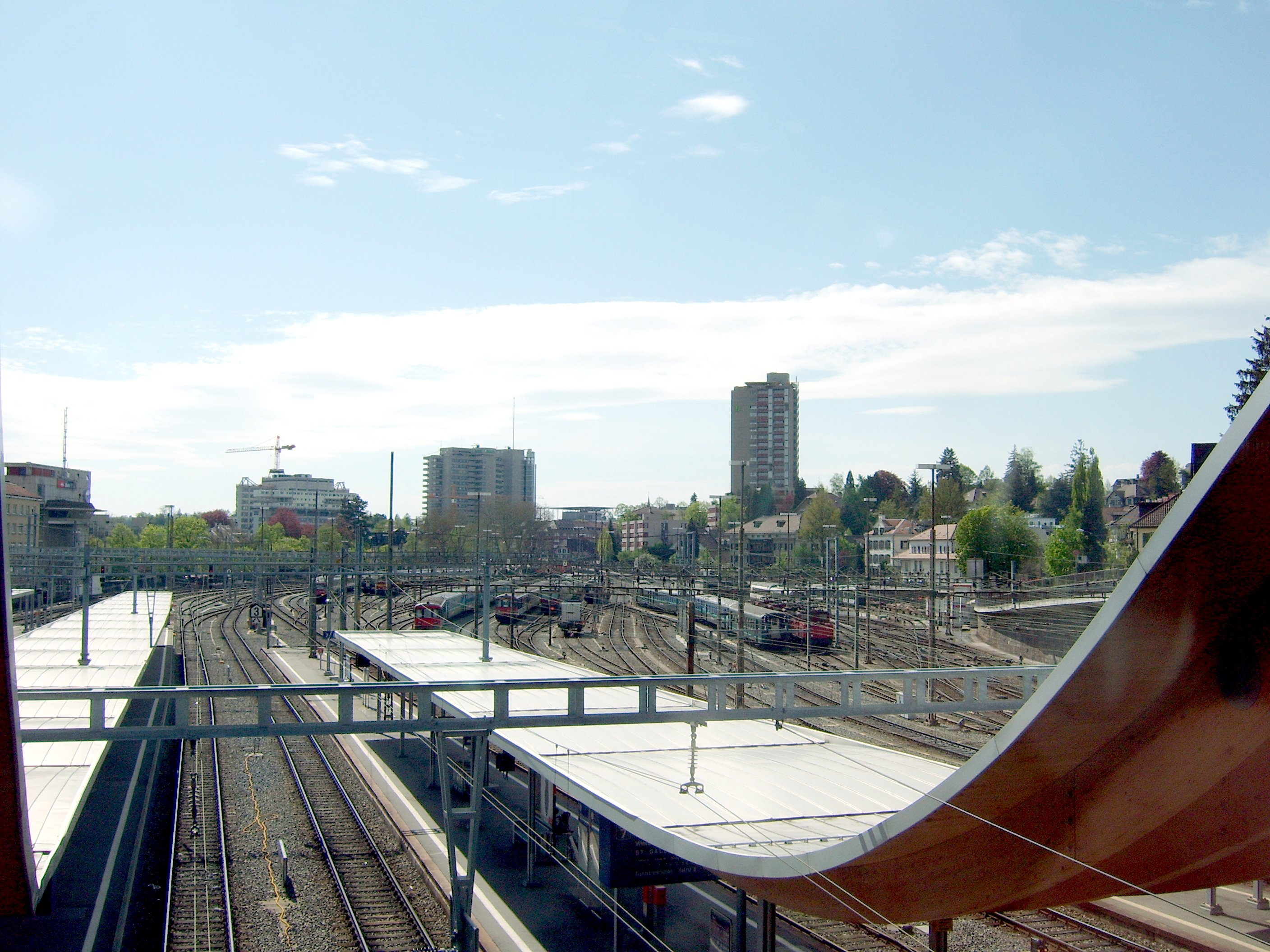
Station Bern
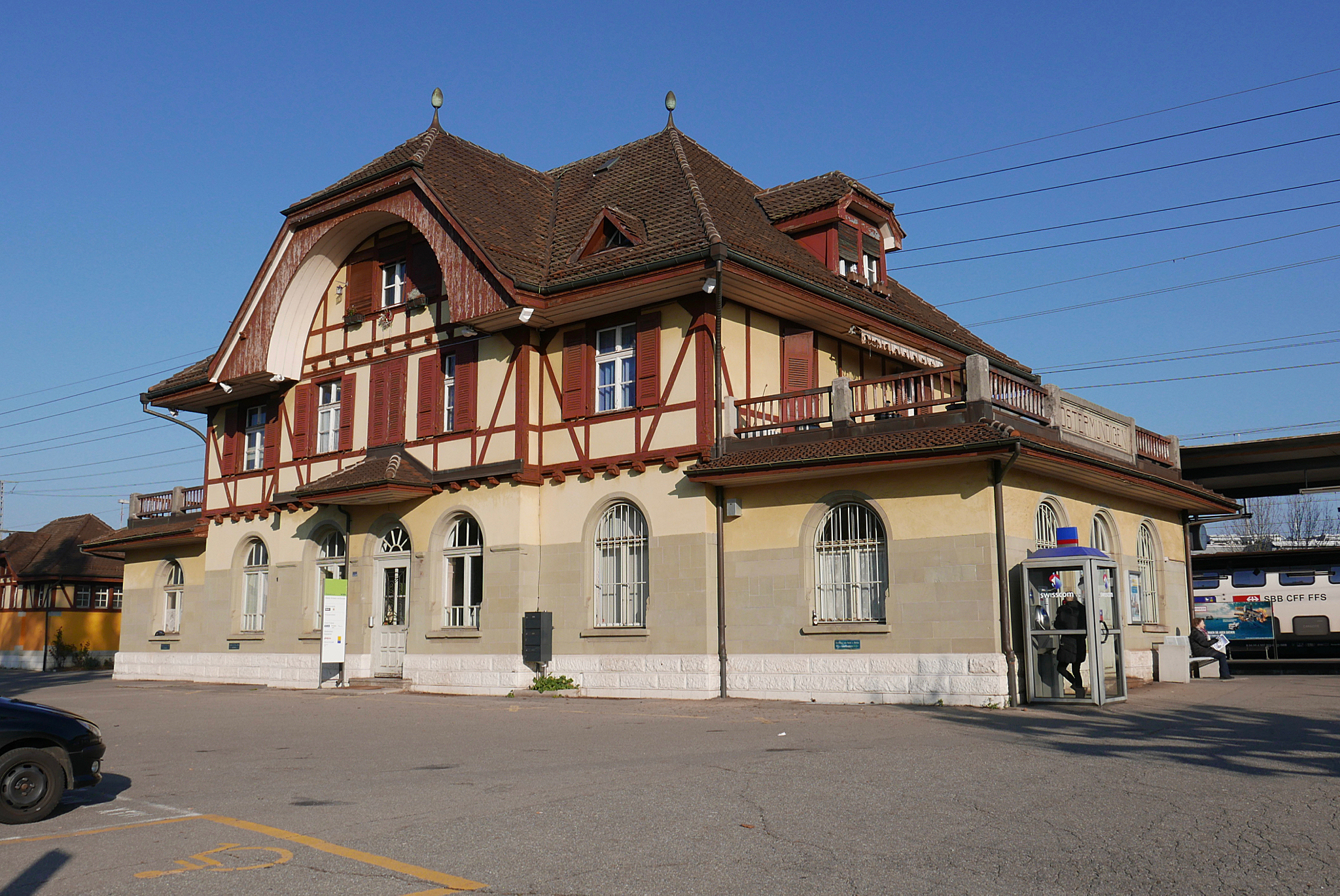
Station Ostermundigen
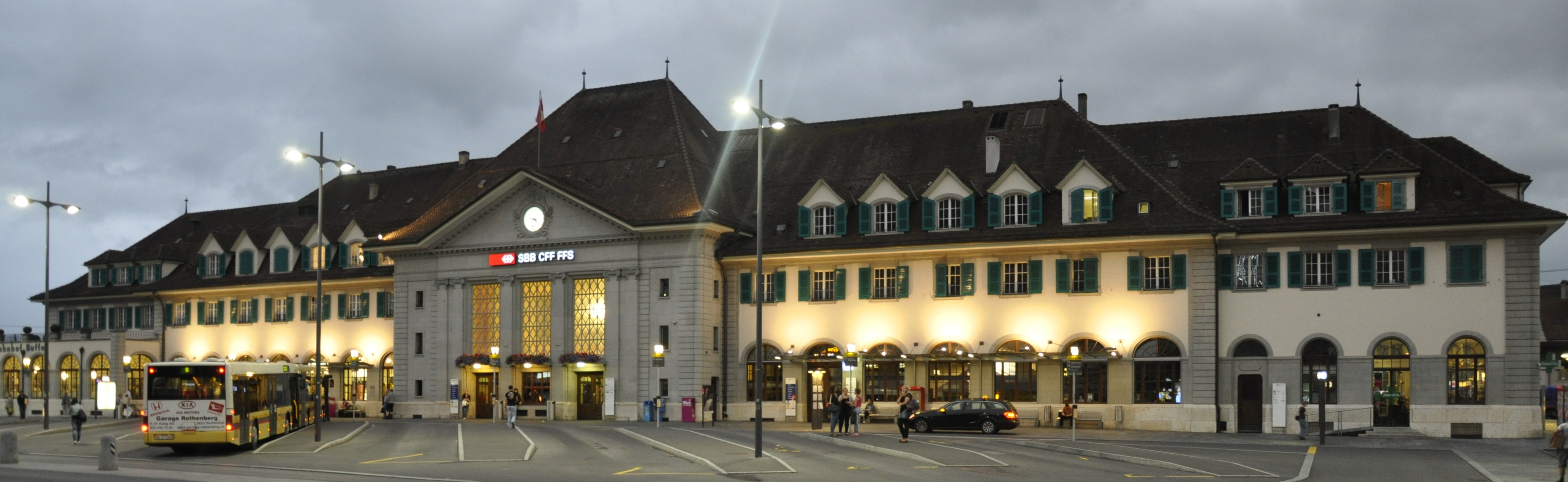
Station Thun